# Yeni Bukharlylar
La Yeni Bukharlylar (Giovani Bukhariani, o anche Mladobukharians) è stata una società segreta jadid fondata a Bukhara nel 1909.
Hanno mutuato il nome dai Giovani Turchi, mescolando l'ideologia musulmana fanatica di questi ultimi con un'enfasi comunista violentemente rivoluzionaria. Nel marzo del 1918 cercarono di prendere il potere nell'Emirato di Bukhara con l'aiuto dei bolscevichi del Turkestan, ma furono sconfitti dall'emiro Mohammed Alim Khan e dovettero fuggire a Tashkent. Il loro tentativo del maggio 1920 ebbe successo: l'Armata Rossa prese Bukhara e i Giovani Bukhariani formarono il primo governo della Repubblica Sovietica Popolare di Bukhara. Nel 1923 la maggior parte del gruppo aderì al Partito Comunista dell'Uzbekistan, mantenendo posizioni di leadership fino alle Grandi Purghe del 1936-1937.

## Membri eminenti
- Abdurrauf Fitrat
- Abdul Kadir Mukhitdinov
- Faizullah Khojaev, Presidente del Concilio dei commissari del popolo della Repubblica Socialista Sovietica Uzbeka, (17 febbraio 1925 - 17 giugno 1937)
- Akmal Ikramovich Ikramov, primo segretario del Partito Comunista dell'Uzbekistan (Dicembre 1929 - 21 settembre 1937)
- Mahmud Behbudi
- Münevver Kari